# 류승우
류승우(한국 한자: 柳承佑, 1993년 12월 17일 ~ )는 대한민국의 축구 선수로, 포지션은 미드필더다.

## 클럽 경력
중앙대학교 재학 중 2013년 FIFA U-20 월드컵에 출전하게 되며 이 대회에서 쿠바와 포르투갈을 상대로 2경기 연속골을 터트렸지만 조별예선 3차전 나이지리아와의 경기에서 부상을 당하며 아쉽게 대회를 마감하였다 그렇지만 2013년 FIFA U-20 월드컵에서의 류승우의 활약을 눈여겨본 독일 보루시아 도르트문트로 이적설이 돌았고, 실제 영입 제안이 있었던 것으로 알려졌으나 본인이 거절하였다.
2013년 12월 자유계약으로 제주 유나이티드에 입단하였으나 입단 3일 만에 2013년 12월 13일 독일의 바이어 04 레버쿠젠으로의 임대가 발표되었다. 2014년 1월 25일 SC 프라이부르크를 상대로 손흥민과 교체되어 출전하면서 분데스리가 데뷔전을 치렀다.
2014년 8월 15일 아인트라흐트 브라운슈바이크로 임대되었다.
2016년 2월 1일 아르미니아 빌레펠트로 6개월간 임대되었다.
2016년 8월 1일 페렌츠바로시 TC로 임대되었다.
2017시즌 여름이적시장을 통해 제주 유나이티드로 이적했다. 2017년 9월 23일 상주 상무와의 경기에서 제주 소속으로 첫 골을 터뜨렸다.
2019시즌을 앞두고 상주 상무로 입대하여 2020년에 군 복무를 마치고 제주로 복귀하였다.
2022시즌을 앞두고 수원 삼성으로 이적하였다.
2023시즌에는 FC 안양에서 뛰었으며 2024 시즌부터 콘깬 유나이티드에서 뛰고 있다.

## 국가대표팀 경력
2013년 FIFA U-20 월드컵에 출전하였다.
2016년 AFC U-23 챔피언십에 출전하였으며 같은 해 6월 27일 발표된 리우 올림픽 출전 U-23 대표팀 최종 명단에 포함되었다.
피지와의 조별리그 1차전서 류승우는 해트트릭을 기록하며 한국인 남자로서는 피파 주관대회에서 최초로 해트트릭을 한 선수가 되었다.

## 수상

#### 대한민국 U-23
- AFC U-23 축구 선수권 대회 준우승 1회 (2016년)

## 각주

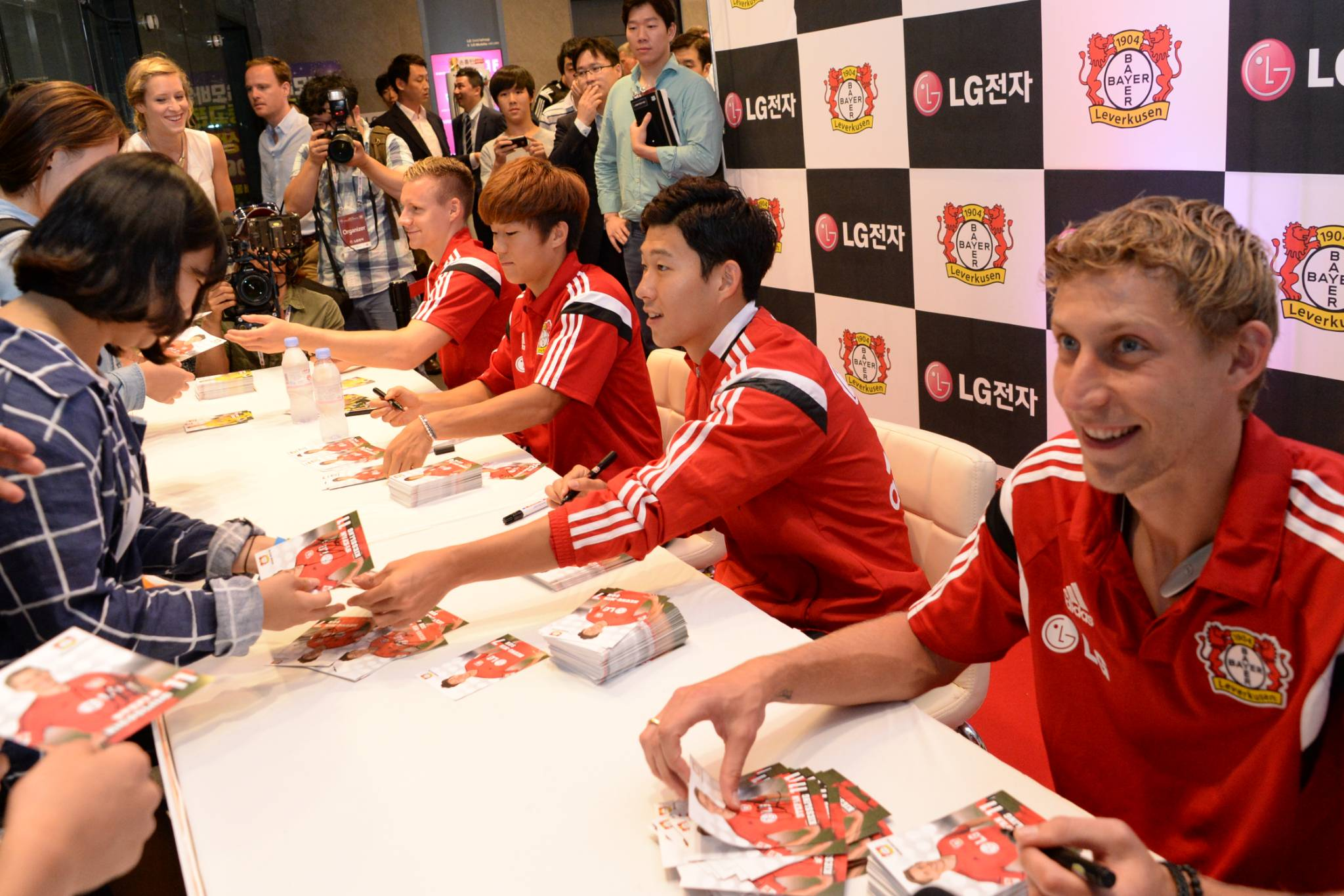